# Первая лига Беларуси по футболу 2022
Первая лига Беларуси по футболу 2022 — 32-е первенство среди белорусских команд Первой лиги, которое проводилось с 9 апреля по 13 ноября 2022 года. Путёвки в Высшую лигу получили новополоцкий «Нафтан» и ФК «Сморгонь».

## Регламент
В первенстве принимали участие 13 команд. Команды, которые заняли 1-е и 2-е места, получали право на выход в Высшую лигу. Команда, занявшая 3-е место, сыграла переходные матчи с 14-й командой Высшей лиги. Победитель переходных матчей получал право на участие в Высшей лиге в 2023 году. Напрямую ни одна из команд не выбывала во Вторую лигу.

## Изменения по сравнению с предыдущим сезоном
Клубы, вышедшие в Высшую лигу по итогам сезона 2021:
- «Арсенал» (Дзержинск) — 1-е место в Первой лиге сезона 2021.
- «Белшина» (Бобруйск) — 2-е место в Первой лиге сезона 2021.
- «Днепр-Могилёв» — 5-е место в Первой лиге сезона 2021, в связи с отказом брестского «Руха».

Клубы, покинувшие Высшую лигу по итогам сезона 2021:
- «Сморгонь» — 15-е место в Высшей лиге сезона 2021.

Клубы, вышедшие в Первую лигу из Второй лиги по итогам сезона 2021:
- «Островец» — 1-е место во Второй лиге сезона 2021.
- «Макслайн» (Рогачёв) — 2-е место во Второй лиге сезона 2021.
- «Осиповичи» — 4-е место во Второй лиге сезона 2021.
- «Молодечно-2018» — 1/8 финала во Второй лиге сезона 2021.

Клубы, покинувшие Первую лигу по итогам сезона 2021:
- «Крумкачи» (Минск) — 3-е место в Первой лиге сезона 2021, не прошли лицензирование.
- «Малорита» — 7-е место во Второй лиге сезона 2021, но осталась во Второй лиге в 2022 году, не пройдя лицензирование.

## Участники

### Тренеры и капитаны команд
| Клуб           | Главный тренер        | Капитан             | Отставки тренеров                                                |
| -------------- | --------------------- | ------------------- | ---------------------------------------------------------------- |
| Барановичи     | Андрей Кипра          | Игорь Бобко         | Олег Король (после 15-го тура)                                   |
| Волна          | Сергей Яскович        | Виталий Кибук       |                                                                  |
| Лида           | Добровольский Алексей | Павел Шорац         | Виталий Рашкевич (после 10-го тура)                              |
| Локомотив      | Андрей Горовцов       | Иван Жесткин        |                                                                  |
| Макслайн       | Юрий Пунтус           | Ярослав Шкурко      | Филипп Поляков (после 6-го тура) Леонид Лагун (после 10-го тура) |
| Молодечно-2018 | Сергей Дорохович      | Сергей Дрозд        |                                                                  |
| Нафтан         | Вячеслав Геращенко    | Юрий Козлов         |                                                                  |
| Орша           | Игорь Чумаченко       | Вадим Бальбух       |                                                                  |
| Осиповичи      | Илья Новицкий         | Александр Емельянов |                                                                  |
| Островец       | Юрий Каратай          | Игорь Анцыпов       |                                                                  |
| Слоним-2017    | Игорь Латош           | Александр Пузач     |                                                                  |
| Сморгонь       | Игорь Трухов          | Егор Семёнов        |                                                                  |
| Шахтёр         | Станислав Суворов     | Виталий Ганич       |                                                                  |

### Иностранные игроки
Из статуса легионера выведены футболисты, которые постоянно проживали в Беларуси и выступали здесь на протяжении трёх лет до достижения 25-летнего возраста. Ранее исполком АБФФ принял решение не считать россиян, а также иностранных студентов белорусских ВУЗов легионерами в чемпионате страны.
| Клуб           | Игрок 1          | Игрок 2            | Игрок 3          | Игрок 4          | Игрок 5      |
| -------------- | ---------------- | ------------------ | ---------------- | ---------------- | ------------ |
| Барановичи     | Сергей Гузов     |                    |                  |                  |              |
| Волна          |                  |                    |                  |                  |              |
| Лида           | Антон Лазарев    | Кирилл Карпов      |                  |                  |              |
| Локомотив      | Вепа Жумаев      |                    |                  |                  |              |
| Макслайн       | Ярослав Шкурко   | Егор Корцов        |                  |                  |              |
| Молодечно-2018 | Герман Ананских  | Мухаммаджон Лоиков |                  |                  |              |
| Нафтан         | Абдулазиз Лаваль | Масрур Киёмидинов  | Рамазан Исаев    |                  |              |
| Орша           | Арсений Вайнер   | Георгий Хинчагов   | Сармат Шавлохов  | Михаил Захаров   |              |
| Осиповичи      | Андрей Стрижеус  |                    |                  |                  |              |
| Островец       |                  |                    |                  |                  |              |
| Слоним-2017    | Александр Пузач  | Руслан Аскеров     | Георгий Санакоев | Виталий Чудецкий | Марк Краснов |
| Сморгонь       | Кристиан Интсоен | Денис Крюков       | Тимур Лобанов    |                  |              |
| Шахтёр         | Егор Кудинов     | Саид Шарифи        |                  |                  |              |

## Стадионы
| Сморгонь                | Барановичи              | Волна                 | Молодечно-2018       | Лида              |
| ----------------------- | ----------------------- | --------------------- | -------------------- | ----------------- |
| «Юность», Сморгонь      | «Локомотив», Барановичи | «Волна», Пинск        | Городской, Молодечно | «Старт», Лида     |
| Вместимость: 2800       | Вместимость: 3749       | Вместимость: 3136     | Вместимость: 4800    | Вместимость: 3000 |
|                         |                         |                       |                      |                   |
| Локомотив               | Нафтан                  | Орша                  | Шахтёр               | Слоним-2017       |
| ГСДЮШОР 8, Гомель       | «Атлант», Новополоцк    | ЦСК «Оршанский», Орша | «Припять», Петриков  | «Юность», Слоним  |
| Вместимость: 1003       | Вместимость: 4522       | Вместимость: 2582     | Вместимость: 800     | Вместимость: 2220 |
|                         |                         |                       |                      |                   |
| Островец                | Макслайн                | Осиповичи             |                      |                   |
| АСК «Стадион», Островец | ДЮСШ-1 Рогачёв          | «Юность» Осиповичи    |                      |                   |
| Вместимость: 1008       | Вместимость: 5400       | Вместимость: 1300     |                      |                   |
|                         |                         |                       |                      |                   |

## Итоговая таблица
| М  | Команда             | И  | В  | Н | П  | Мячи    | ±   | О  | Примечания          |
| -- | ------------------- | -- | -- | - | -- | ------- | --- | -- | ------------------- |
| 1  | Нафтан (Новополоцк) | 24 | 16 | 5 | 3  | 55 − 19 | +36 | 53 | Выход в Высшую лигу |
| 2  | Сморгонь            | 24 | 16 | 4 | 4  | 46 − 27 | +19 | 52 | Выход в Высшую лигу |
| 3  | Шахтёр (Петриков)   | 24 | 13 | 6 | 5  | 69 − 20 | +49 | 45 | фарм-клуб           |
| 4  | Макслайн (Рогачёв)  | 24 | 12 | 5 | 7  | 45 − 34 | +11 | 41 | Переходные матчи    |
| 5  | Островец            | 24 | 11 | 7 | 6  | 42 − 34 | +8  | 40 |                     |
| 6  | Локомотив (Гомель)  | 24 | 10 | 9 | 5  | 39 − 24 | +15 | 39 |                     |
| 7  | Волна (Пинск)       | 24 | 10 | 6 | 8  | 44 − 35 | +9  | 36 |                     |
| 8  | Молодечно-2018      | 24 | 7  | 8 | 9  | 30 − 45 | −15 | 29 |                     |
| 9  | Орша                | 24 | 7  | 6 | 11 | 33 − 52 | −19 | 27 |                     |
| 10 | Лида                | 24 | 6  | 8 | 10 | 35 − 43 | −8  | 26 |                     |
| 11 | Слоним-2017         | 24 | 5  | 3 | 16 | 24 − 53 | −29 | 18 |                     |
| 12 | Осиповичи           | 24 | 3  | 4 | 17 | 21 − 53 | −32 | 13 |                     |
| 13 | Барановичи          | 24 | 3  | 3 | 18 | 25 − 69 | −44 | 12 |                     |

И — игры, В — выигрыши, Н — ничьи, П — проигрыши, Мячи — забитые и пропущенные голы, ± — разница голов, О — очки

## Статистика сезона
| Место | Игрок                 | Клуб     | Голы |
| ----- | --------------------- | -------- | ---- |
| 1     | Максим Ковалевич      | Шахтёр   | 13   |
| 1     | Юрий Козлов           | Нафтан   | 13   |
| 3     | Егор Корцов           | Макслайн | 12   |
| 4     | Кирилл Забелин        | Лида     | 11   |
| 4     | Илья Трачинский       | Макслайн | 11   |
| 4     | Владислав Кабачевский | Орша     | 11   |

| Место | Игрок            | Клуб   | Г+П        |
| ----- | ---------------- | ------ | ---------- |
| 1     | Максим Ковалевич | Шахтёр | 23 (13+10) |
| 2     | Вадим Курлович   | Шахтёр | 22 (10+12) |
| 3     | Юрий Козлов      | Нафтан | 19 (13+6)  |

| Место | Игрок            | Клуб      | ГП |
| ----- | ---------------- | --------- | -- |
| 1     | Вадим Курлович   | Шахтёр    | 12 |
| 2     | Максим Ковалевич | Шахтёр    | 10 |
| 3     | Иван Жесткин     | Локомотив | 9  |
| 4     | Егор Семёнов     | Сморгонь  | 8  |
| 4     | Роман Бурец      | Макслайн  | 8  |

| Место | Игрок           | Клуб     | СМ |
| ----- | --------------- | -------- | -- |
| 1     | Игорь Довгялло  | Нафтан   | 11 |
| 1     | Павел Щербаченя | Шахтёр   | 11 |
| 3     | Павел Охремчук  | Сморгонь | 9  |